# 散リユク僕ラ
「散リユク僕ラ」（ちりゆくぼくら）は、Plastic Treeの10枚目のシングル。2001年11月14日発売。発売元はSWEET HEART RECORD。

## 概要
前作『プラネタリウム』から約9ヶ月ぶりのシングル。ベスト・アルバム『Single Collection』と同時発売。
ドラマー・TAKASHIの脱退前最後の作品。
本作より暫くの間、活動の場をインディーズに移す。

## 収録曲
1. 散リユク僕ラ
  - 作詞：竜太朗、作曲：Akira、編曲：Plastic Tree
  - PVが製作されており、PV集『二次元ヲルゴール.3』に収録された。
2. ギチギチ
  - 作詞：竜太朗、作曲：Tadashi、編曲：Plastic Tree
3. プラットホーム
  - 作詞：竜太朗、作曲：Akira、編曲：Plastic Tree

## 収録アルバム
オリジナル
- 『トロイメライ』（#1、#3）

ベスト
- 『Best Album 白盤』（#2）
- 『Best Album 黒盤』（#1）